# Вестдорф
Вестдорф (нем. Westdorf) — община в Германии, районный центр, расположен в земле Саксония-Анхальт. 
Входит в состав района Зальцланд. Подчиняется управлению Ашерслебен/Ланд.  Население составляет 918 человек (на 31 декабря 2006 года). Занимает площадь 8,61 км².